# Jul i New York (novell)
Jul i New York är en novell skriven av tecknaren Björn Berg. Novellen ingick i antalogin En jul när jag var liten
som gavs ut 1993 och de flesta novellerna i denna antologi skrevs just för att vara en del av den. Novellen är ett återberättande av en jul när Björn Berg var liten och lillebror Sture var ännu mindre.

## Handling
I början av novellen far Björn med sin farbror Jocke  till Stadshuset några dagar innan julafton. Där deltog Björn i en tävling som gick ut på att äta upp ett äpple fortast. 
Björn berättar om när han och lillebror Sture satt under granen som farbror Åkra senare ramlade in i. Björn berättar även om att hans mamma tidigare hade pratat om den lilla grå tomten. Den sågs däremot inte till under julaftonen. Det skedde även paketöppning och farbror Jocke var tomte.  
Novellen fortsätter under julaftonen. Björn beskrev stämning alltmer fartfylld. Grannar som var på besök hos varandra och granar som det dansades runt. 
Berättelsen avslutas med den lille grå tomten som upprepade gånger nämnts i novellen. Den var på besök i trapphallen. Men Björn berättade om att det var han som hade målat den och satt upp mellan två jättespeglar, så att den lille tomten sågs i all oändlighet. Björn ville ge en mångfaldig hälsning till alla i huset under julaftonen.

## Karaktärer
Huvudpersonen är författaren själv, Björn Berg. Något exakt årtal på när denna julafton utspelade sig i Björns liv finns inte, men man kan däremot genom texten förstå att Björn är ett litet barn. Björn får man lära känna som en liten pojke utan speciellt stora problem. 
En annan karaktär i novellen är farbror Jocke. Man får lära känna Jocke som en cigarrökande, tjock, omtänksam farbror med skrovlig som arbetar som taxichaufför. Björn tycker om Jocke och är mycket tacksam för julklapparna som Jocke har köpt till honom. 
I novellen finns även farbror Åkra eller farbror Åkerlund, men det kallade de aldrig honom. Farbror Åkra var sjöman på Svenska Amerika linjen och ibland dök han upp med märkvärdiga presenter vid juletiden. 